# Тихоокеанські острів'яни

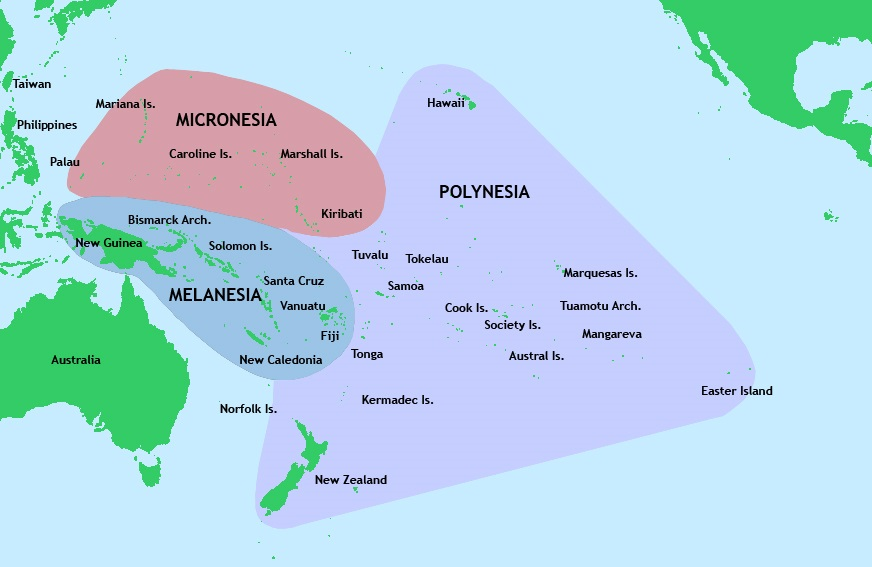
Карта із зображенням трьох регіонів Океанії

Тихоокеанські острів'яни — це загальний термін, що використовується для опису корінних жителів трьох основних регіонів Океанії: Полінезії, Меланезії та Мікронезії. Полінезійці належать до монголоїдної раси, меланезійці — до австралоїдної раси, а мікронезійці являють собою суміш цих двох рас.

## В Сполучених Штатах
У цьому значенні цей термін також використовує Бюро перепису населення США у своїй расовій класифікації. Чисельність мешканців тихоокеанських островів за переписом 2010 р. становила 540 013 осіб (0,2 % населення США).
Без сумніву, гавайці складали найбільшу групу, нараховуючи 527 077 осіб, що становить 43,0 % від загальної чисельності населення тихоокеанських островів у Сполучених Штатах. Наступною за ними була група самоанців, які налічували 184 440 осіб (15,1 %), а третє місце по чисельності населення належало Чаморянам з 148 220 особами (12,2 %).